# Hermeneus
Hermeneus - Tijdschrift voor Antieke Cultuur is een Nederlandstalig populairwetenschappelijk tijdschrift gewijd aan de klassieke oudheid en haar doorwerking. De eerste aflevering verscheen in 1928. De bekende classicus David Cohen was een van de oprichters. Sinds 1938 is Hermeneus het officiële tijdschrift van het Nederlands Klassiek Verbond (NKV). Het blad wordt zowel in Nederland als in België verspreid en is welbekend onder classici, Klassieke archeologen en (kunst)historici.

## Naam
In de eerste aflevering, uitgebracht in september 1928, worden de naam en doelstelling van Hermeneus (Oudgrieks ἑρμηνεύς, 'uitlegger', 'tolk') als volgt toegelicht: '...Vleugels had hij (Hermes) aan zijn hoed, sandalen en staf. Want hij kwam uit hoogere sferen naar de aarde (...). Toch werd hij door de menschen begrepen, omdat hij het godenwoord overbracht in hun taal. (...). Zóó als deze menschen tegenover het godenwoord, staan wij tegenover de Oudheid. (...) In dien zin wil ook dit Tijdschrift een Vertolker zijn (...) van alles wat wij in de klassieke Oudheid vereeren (...).'
Lange tijd heeft een afbeelding van de Griekse god Hermes de omslag van het tijdschrift gesierd. Deze illustratie was gebaseerd op het tondo van een Attische roodfigurige kylix (ca. 495-490 v.Chr.) in de collectie van het British Museum in Londen.

## Inhoud
Hermeneus-artikelen belichten uiteenlopende facetten van de oudheid; onderwerpen hebben voornamelijk betrekking hebben op de klassieke taal- en letterkunde, klassieke archeologie en kunstgeschiedenis, en de doorwerking van de antieke cultuur in later tijden. Verder publiceert Hermeneus onder meer boekrecensies, een tentoonstellingsagenda en NKV-nieuws.
De verschijningsfrequentie van het blad varieerde in de loop van zijn lange bestaansgeschiedenis; tegenwoordig omvat een jaargang vijf afleveringen, waaronder telkens één uitgebreid themanummer. De themanummers zijn omvangrijker dan de reguliere afleveringen en concentreren zich op één onderwerp, zoals de Attische tragedie, de Etrusken, Antieke tuinen, Constantijn de Grote, dieren in de oudheid, en epigrafie.

## Redactie
Verschillende bekende classici en archeologen zijn redacteur van Hermeneus geweest, onder wie David Cohen, Hein van Dolen, Marietje d'Hane-Scheltema, Vincent Hunink, Patrick Lateur, Ezechiël Slijper, Alexander Sizoo en Annie Zadoks-Josephus Jitta.